# تجمع طلح (مودية)

تعديل مصدري - تعديل

تجمع طلح هو "تجمع بدوي" في  عزلة مودية بمديرية مودية التابعة لمحافظة أبين، بلغ تعداد سكانها 49 نسمة حسب تعداد اليمن لعام 2004.